# Henri Rouart
Henri Rouart, de son nom complet Stanislas-Henri Rouart (Paris, 2 octobre 1833 - Paris, 2 janvier 1912), est un ingénieur, industriel, artiste-peintre et collectionneur français.

## Biographie
Élève du lycée Louis-le-Grand à Paris, où il se lie d’amitié en classe de troisième avec Edgar Degas, Henri Rouart entre à l’École polytechnique — Degas le prend comme modèle de son tableau « Portrait d’un polytechnicien » — et devient un ingénieur inventif. On lui doit, entre autres, les tubes du réseau de la poste pneumatique de Paris, système d'acheminement rapide du courrier à Paris dans des boîtes cylindriques propulsées par air comprimé dans un réseau souterrain de tuyauterie,. 
Rouart est capitaine d’artillerie pendant la guerre de 1870. Au cours du siège de Paris, où il dirige une batterie d'artillerie, il y retrouve son ami Degas, et ne le quittera plus.
À la cinquantaine, Rouart se consacre entièrement à sa passion de peintre. Ancien élève de Corot et de Millet, son art est proche des impressionnistes. Il participe à ce titre à des expositions à partir de 1868 et il est très fidèle aux expositions du groupe impressionniste en étant présent lors de sept expositions sur les huit dès la Première exposition des peintres impressionnistes  de 1874 chez Nadar. Et il  devient un collectionneur et un mécène reconnu de Delacroix, Courbet, Daumier, Millet, Corot, Manet, Berthe Morisot, Toulouse-Lautrec, Renoir, Puvis de Chavannes, Pissarro et Degas, entre autres. Trois expositions des impressionnistes se tiennent grâce à son appui financier et il aide aussi ses amis en leur achetant de nombreuses œuvres.

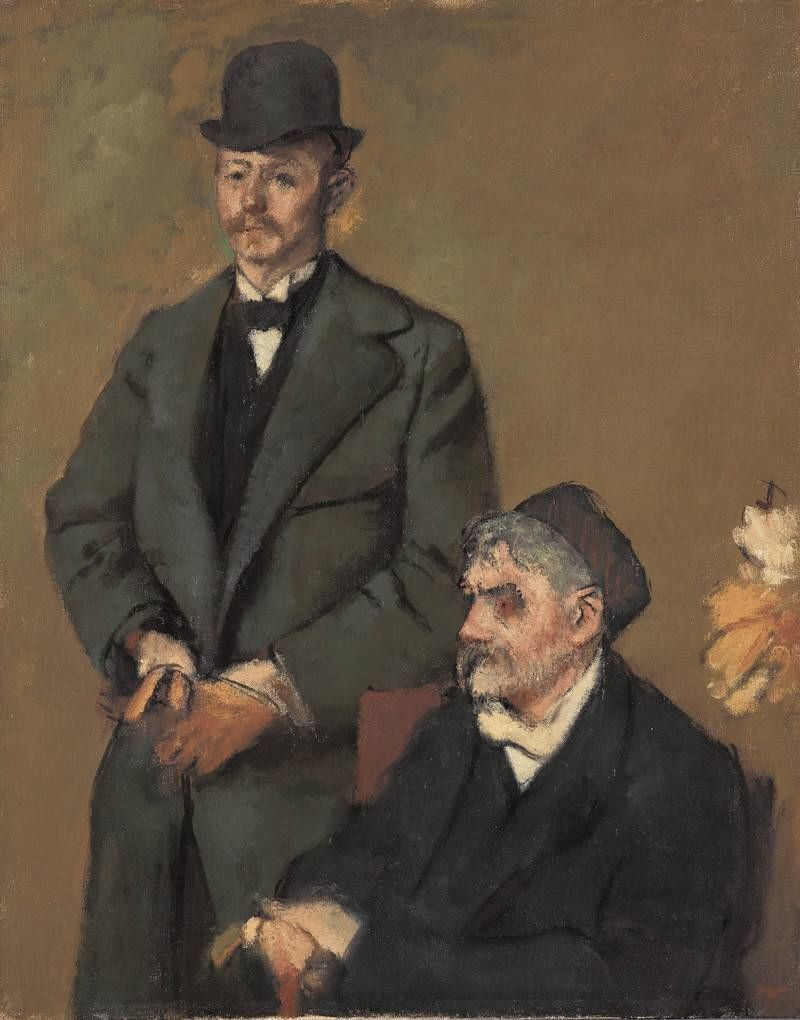
Henri Rouart et son fils Alexis
Edgar Degas, vers 1895
Neue Pinakothek, Munich

Henri Rouart a été maire de la commune de La Queue-en-Brie dans le département du Val-de-Marne entre 1891 et 1912.
Il est enterré au cimetière du Père-Lachaise (67e division) à Paris.
Après sa mort, en décembre 1912, sa fille et ses quatre fils décident de vendre sa fabuleuse collection. La vente rapporte une somme astronomique et marque le début de l'envol des prix des toiles impressionnistes.

### Descendance
Il est le père du peintre Ernest Rouart, grand-père du peintre Augustin Rouart et l'arrière-grand-père de l'écrivain et académicien Jean-Marie Rouart.

## Œuvre
- Tante Louise dans le salon atelier de la Rue de Lisbonne, vers 1884, huile sur toile, 97 × 129 cm, Collection particulière[10]

## Galerie

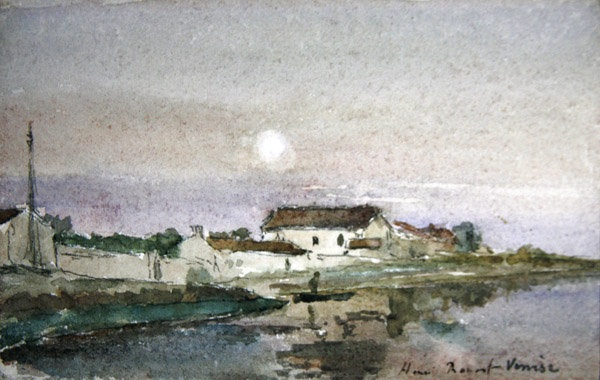
Venise, vers 1875.
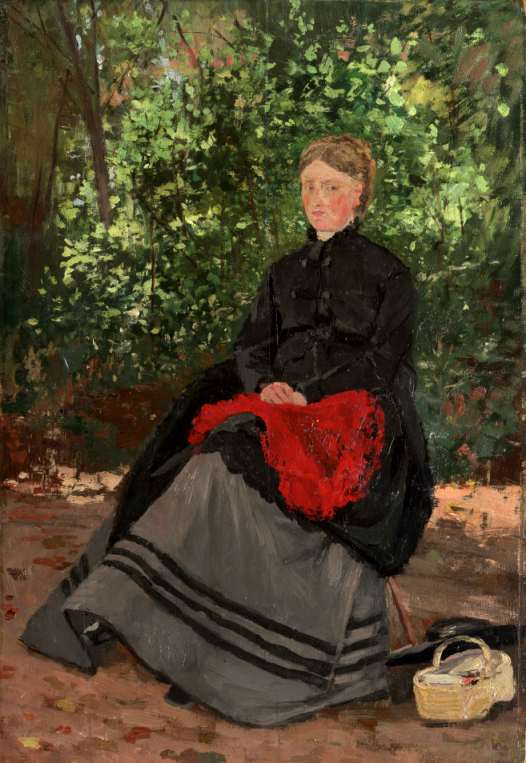
Femme au jardin, vers 1875.
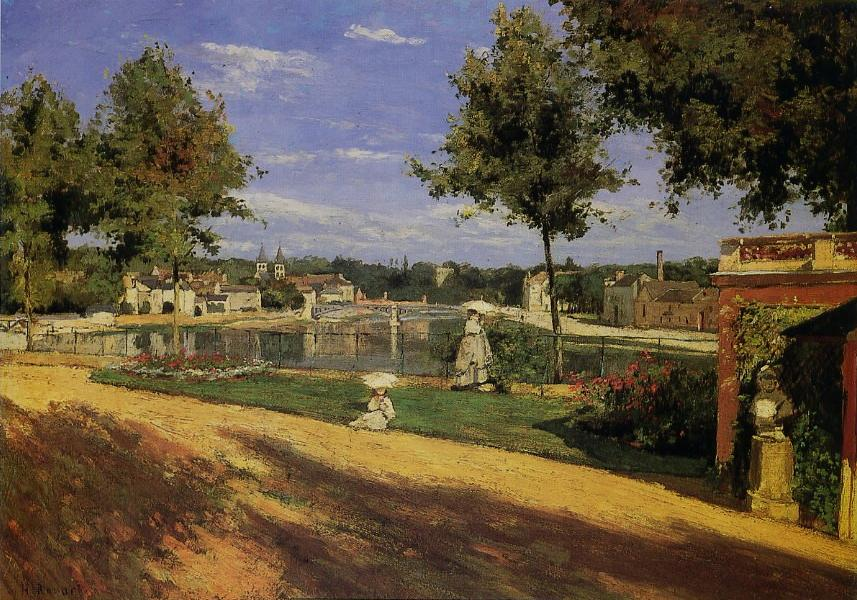
La Terrasse au bord de la Seine à Melun, 1874.
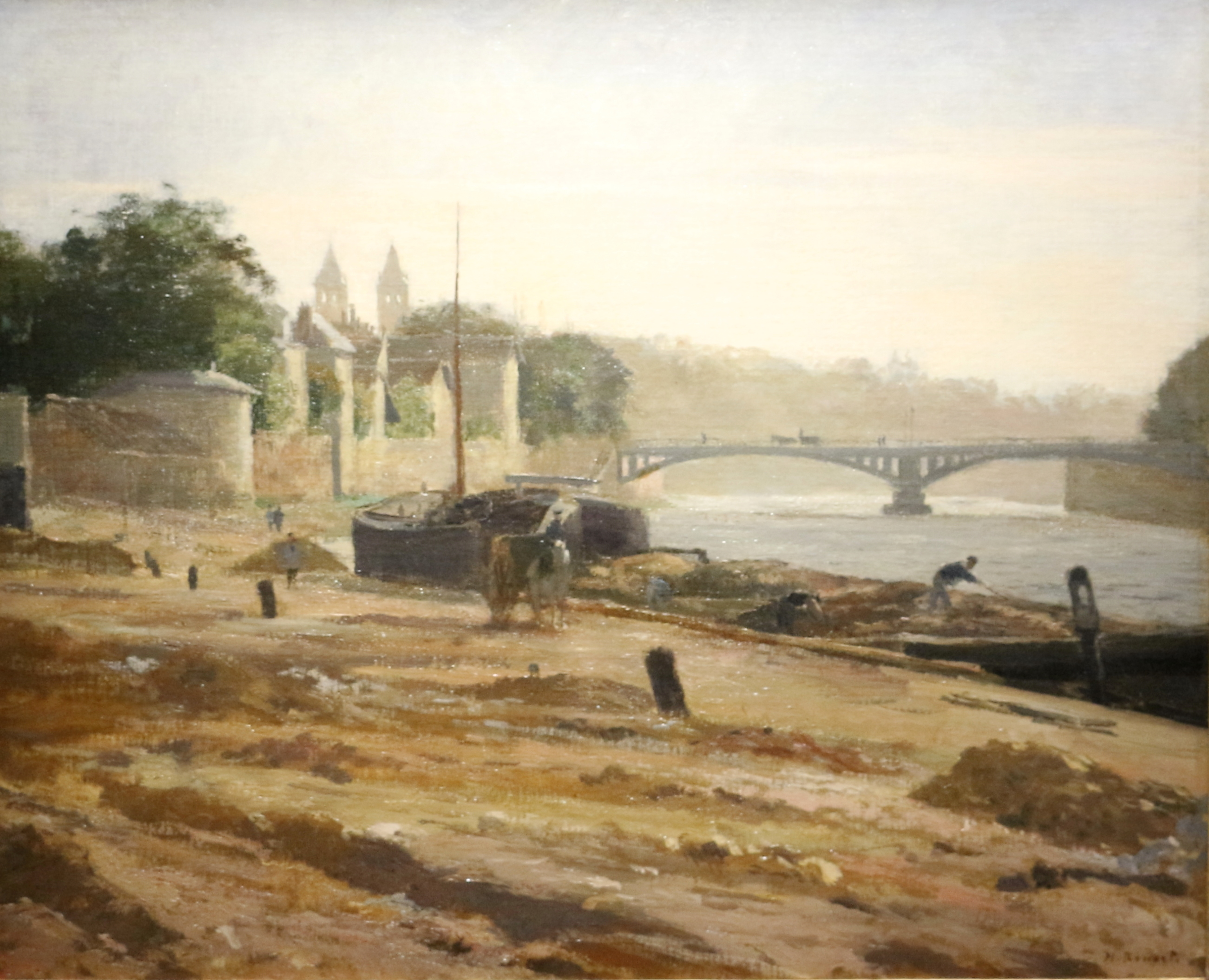
Le pont de Melun, 1880.